# Молли О’Ши
Молли О’Ши (англ. Molly O'Shea) — одна из персонажей серии видеоигр «Red Dead» от Rockstar Games, вспомогательный персонаж игры Red Dead Redemption 2. Молли — ирландка, любовный интерес лидера банды  «Ван дер Линде», Датча ван дер Линде, которая слишком нервная для своей жизни в бегах.

## Создание
Молли О’Ши сыграла актриса ирландского происхождения Пенни О’Брайен. Прослушивание О’Брайен состоялось в 2015 году в День святого Патрика, тем самым актриса работала над игрой в течение трёх лет. Ей сказали пройти прослушивание с «действительно ирландским» акцентом и личностью. Сама Пенни не играла в Red Dead Redemption, но смотрела видео по ней. Актриса начала осознавать характер Молли спустя год работы над игрой и описала своего персонажа как «очень отчаянного в очень экстремальных обстоятельствах». Она также обнаружила, что отношения Молли с Датчем перекликаются в её отношениях с актёром последнего, Бенджамином Байроном Дэвисом, во время съёмок. Она сказала: «Несколько шуток были сделаны пока мы были в нашей палатке… мы всё равно будем делать вместе, когда будем сидеть за ужином». Снимая один из споров между Молли и Датчем, режиссёр говорил с актёрами отдельно об их мотивах, но не раскрывал их другим; О’Брайен обнаружила, что невежество Дэвиса в характере Молли расстраивало её ещё больше в добавлении к сцене. О’Брайен чувствовала, что Молли не добилась искупления к концу игры; она считала, что Молли покинула Ирландию, чтобы уйти от условий труда, но, присоединившись к банде Датча, отказала себе в возможности добиться искупления.

## Биография
Молли О’Ши родилась приблизительно в 1874 году в Дублине, столице Ирландии, в богатой семье. В определённый период жизни Молли решила покинуть семью и эмигрировать в Соединённые Штаты в поисках приключений и романтики. В один момент она присоединилась к банде «Ван дер Линде», где влюбилась в её лидера, Датча ван дер Линде, и начала хотеть в их отношениях больше, чем он сам готов дать.

### Red Dead Redemption 2
Молли можно найти в лагере, но при этом она не участвует в каких-либо лагерных делах или ограблениях с бандой. В ходе игры её отношения с Датчем начинают потихоньку ухудшаться из-за того, что ей не нравится, что Датч вместе с бандой так часто ездит по стране. Во время пребывания банды на полуострове Клеменса она хочет поговорить с Артуром о Датче, но Дядюшка перебивает их информацией об ограблении дилижанса. Позже, после того как банда переезжает в Шейди-Бель, Молли просит Датча поговорить с ней, но тот отказывается, утверждая, что «слишком занят», заставляя её становиться всё более несчастной. Психическое состояние Молли продолжается ухудшаться из-за сочетания пренебрежения Датча, безразличия других членов банды и страха перед вторгшимися законниками. Она становится всё более неохотной для общения с другими членами банды.
Во время нахождения некоторых членов банды в Гуарме Молли исчезает на длительный период времени, и многие удивляются, почему её всё ещё нет.
Сразу после переезда в Бивер-Холлоу Дядюшка возвращается с пьяной Молли, которую он нашёл в салуне Сен-Дени. Молли начинает разглагольствовать о том, что Датч игнорирует её, заявляя, что она любит его, и саркастически называя его «Господь Бог всемогущий». Затем Молли рассказывает банде, что она сообщила Пинкертонам о неудачном ограблении банка в Сен-Дени. Разъярённый Датч немедленно вытаскивает свой револьвер, а Артур пытается его успокоить, утверждая, что она не стоит его времени. После этого Сьюзан Гримшо резко убивает Молли выстрелом в живот за неподчинение правилам банды, и впоследствии приказывает мистеру Пирсону и Биллу Уильямсону сжечь тело. Однако вскоре Артур узнаёт от агента Милтона, что Молли не дала никакой информации Пинкертонам во время допроса.

## Личность
Будучи любовницей и приближенной Датча, Молли занимает привилегированное положение в банде. Другие женщины в лагере, особенно Карен, считают её заносчивой и высокомерной, что в основном объясняется её презрением к другим и отказом выполнять какую-либо работу внутри лагеря или за его пределами. Молли неоднократно заявляла, что её не интересуют домашние дела и то, что она считает «низким» для себя. Кроме того, у неё естё черты тщеславия и нарциссизма; её часто можно найти прихорашивающейся в своем компактном зеркале.

### Внешность
Молли О’Ши — девушка с рыжими волосами, зелёным глазами и веснушками. Молли чаще всего одевается либо в зелёный топ с позолоченными узорами и длинной бордовой юбкой с золотыми полосками, либо в рубашку с жёлтыми и синими полосами с длинной тёмно-синей юбкой, и в белые сапоги.